# Déterminisme linguistique
Le déterminisme linguistique est l’idée que le langage et ses structures limitent et déterminent la connaissance ou la pensée humaine, ainsi que des processus de réflexion tels que la catégorisation, la mémoire et la perception. Ce terme implique que les personnes qui ne parlent pas la même langue ont des processus de réflexion différents. Ludwig Wittgenstein émet cette idée dans Tractatus Logico-Philosophicus : « Les frontières de mon langage sont les frontières de mon monde », « Le sujet n'appartient pas au monde, mais il est une frontière du monde », et « Sur ce dont on ne peut parler, il faut garder le silence ». Ce point de vue fait partie du champ de la philosophie analytique.

## L'hypothèse Sapir-Whorf
L'hypothèse de Sapir-Whorf est une forme de déterminisme linguistique qui affirme que les individus appréhendent le monde selon la structure du langage qu’ils ont l’habitude d’utiliser. Par exemple, des études ont montré que les gens trouvent plus simple de reconnaître et de se souvenir des nuances de couleur auxquelles ils associent un nom spécifique. Un autre exemple est celui de l’étude de Daniel Everett, qui analyse la conception des nombres dans les tribus Pirahã du Brésil. Ces individus ne pourraient pas concevoir de nombres au-delà de « un » et « deux » pour lesquels des termes existent déjà dans leur langue. Au-delà de ces nombres, tous les nombres sont regroupés sous le terme « beaucoup ». Même après que le portugais leur a été enseigné pendant huit mois, aucun de ces individus n’était capable de compter jusqu’à dix. Cela appuie la théorie du déterminisme linguistique.
De plus, de nombreuses études ont montré les différences dans la manière dont les enfants monolingues et les enfants bilingues construisent leur identité, ceux-ci ayant une estime de soi très différente en fonction de la langue utilisée. Dans une étude faite avec des élèves bilingues d’origine latino, il a été prouvé que ces enfants avaient des « identités hybrides » que l’on pouvait remarquer dans leurs capacités de médiation linguistique, et que le « bilinguisme, le biculturalisme et la double alphabétisation formaient et influençaient les points de vue adoptés par les élèves au cours de leur scolarité »  Ces étudiants utilisaient une langue différente selon la tâche, passant d’une langue à l’autre et révélant des différences dans leur identité et dans leur conception de l’alphabétisation.
Les opposants à cette théorie soutiennent que l’apparition de la pensée précède toute conception de langage, comme dans l’exemple connu des arcs-en-ciel utilisé dans l’hypothèse de Whorf. On peut percevoir les différentes couleurs même s’il n’existe pas de mot en particulier pour chaque nuance. La théorie de Steven Pinker incarne cette idée. Il avance que tous les individus sont tout d’abord capables d’un « mentalais universel » dont toute pensée est composée avant de prendre une forme linguistique. Le langage nous permet alors d’articuler ces pensées déjà existantes sous forme de mots et de concepts linguistiques.

## Rôle dans la théorie littéraire
Le déterminisme linguistique est une partie de l’hypothèse qui sous-entend un certain nombre d’évolutions récentes en rhétorique et en théorie de la littérature. Par exemple, le philosophe français Jacques Derrida a découpé les termes en hiérarchies « paradigmatiques » (dans les structures du langage, certains mots existent uniquement grâce à leurs antonymes, comme jour/nuit, et d’autres existent uniquement grâce à leur relation avec d’autres termes, comme père/fils et mère/fille ; Derrida a ciblé ce dernier). Il estimait que si l’on brisait les hiérarchies cachées des termes du langage, on pouvait créer une « lacune » dans la compréhension, créer une « aporie » et libérer l’esprit du lecteur/du critique.
De même, la théorie du néo-historicisme de Michel Foucault avance qu’une structure quasi-linguistique est présente à tout âge, c’est-à-dire une métaphore autour de laquelle tout ce qui peut être compris est organisé. Cet « épistémè » détermine les questions que les gens posent et les réponses qu’ils peuvent recevoir. L’épistémè change historiquement : lorsque les conditions matérielles changent, les tropes mentaux changent, et vice versa. Quand l’épistémè change au fil des époques, les sciences, les religions et les arts de l’époque précédente semblent absurdes. Certains historiens néomarxistes ont, de la même manière, considéré la culture comme cryptée de façon permanente dans un langage qui change en fonction des conditions matérielles. Lorsque l’environnement change, la construction du langage change également.

## Langages expérimentaux
La possibilité d’un déterminisme linguistique a été exploitée par de nombreux auteurs, particulièrement en science-fiction. Il existe quelques langages ayant été inventés uniquement pour vérifier l’hypothèse. Cependant, aucun essai officiel ne semble avoir été réalisé.